# Prosthenorchis elegans
Prosthenorchis elegans är en hakmaskart som först beskrevs av Diesing 1851.  Prosthenorchis elegans ingår i släktet Prosthenorchis och familjen Oligacanthorhynchidae. Inga underarter finns listade i Catalogue of Life.